# Acqualadroni
Acqualadroni, o Acqualadrone o Acquarone (Acquaruni in dialetto messinese), è una frazione costiera della VI circoscrizione del comune di Messina, situato sulla costa tirrenica a circa 20 chilometri dal centro cittadino.
Situato nella fascia costiera che va da Torre Faro a Villafranca Tirrena, lungo la strada statale 113 Settentrionale Sicula, tra le frazioni di Spartà e Casa Bianca, è un antico borgo di pescatori. Oggi, sparita l'attività della pesca, il villaggio è luogo di villeggiatura estiva e residenziale, favorito dalle sue spiagge, dalle quali si intravedono le isole Eolie.

## Origini del nome
Il suo nome deriva da "Acqua dei Ladrone", in quanto il villaggio è posto nelle vicinanze del torrente dei corsari. Al tempo delle incursioni turche, tra il XVI secolo e il XVII secolo, gli ottomani e i corsari barbareschi sbarcarono più volte in quella località, risalendo il torrente che da loro prese il nome, per cercare di saccheggiare i villaggi a nord della città e la stessa Messina prendendola di sorpresa alla spalle.

## Storia
Il casale di Acqualadrone, insieme a quelli di Spartà, Piano Torre e San Saba, faceva parte delle "Masse Marittime", volendo significare col nome "massa" un insieme di campi e di possedimenti, mentre con l'aggettivo "marittima" la posizione geografica.
Le incursioni di Khayr al-Dīn, conosciuto in Italia col nome di Ariadeno Barbarossa, che infestava le coste della Calabria e della Sicilia erano frequenti e spesso usavano per base proprio Acqualadroni, costringendo gli abitanti a nascondersi tra le colline e nelle grotte.
Dopo la rivolta antispagnola del 1674-78, i casali vennero venduti e furono acquistati dal duca di Furnari. Solo nel 1723 il casale si liberò di questa servitù, allorché i terreni vennero confiscati ai loro proprietari, tornando al demanio.

## Riferimenti culturali
Acqualadrone è anche il titolo di un romanzo dello scrittore Eugenio Vitarelli pubblicato per la casa editrice Theoria nel 1988 e vincitore del Premio Chiavari nel 1989.
Nel 2008, fu rinvenuto un rostro di nave, databile al III a.C., nelle acque del sito. Se in un primo tempo si pensò ad una nave attinente alla battaglia del Naulocco tra Sesto Pompeo e Agrippa, il generale di Ottavio, le ricerche ulteriori hanno evidenziato una cronologia diversa. Si tratta forse di una nave punica o italiota avendo combattuto la battaglia di Milazzo, durante la prima guerra punica

## Monumenti e luoghi d'interesse

### Architetture religiose
- Chiesa di San Pietro Apostolo.

### Museo
```
* Museo di 
Acqualadrone
.
```

### Aree naturali

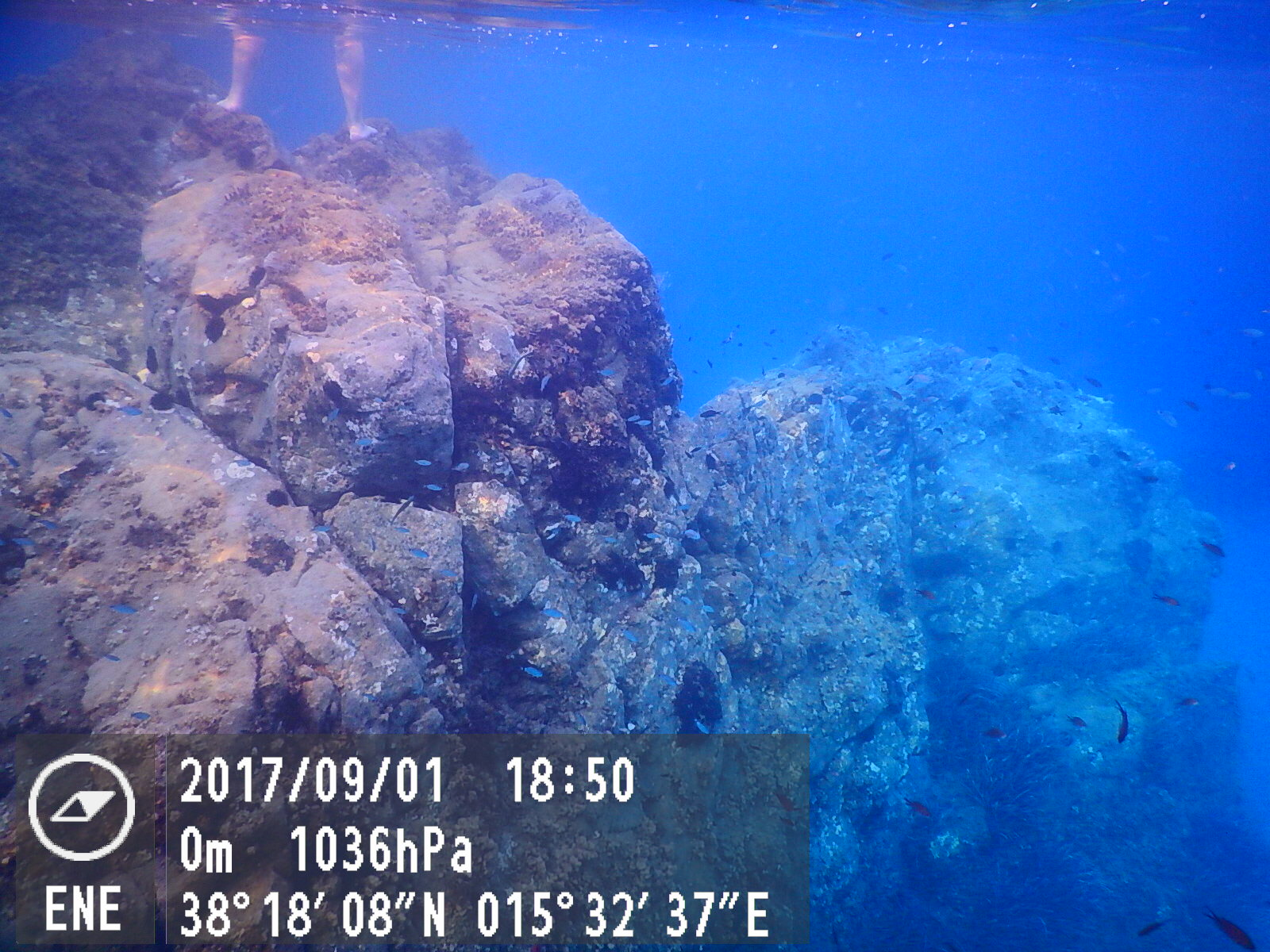
Vista sottomarina della scogliera di Acquarone

La scogliera di Acquarone, poco fuori dal centro abitato, è ricca di flora e fauna marina ed è composta da una serie di scogli, alcuni dei quali affioranti sulla superficie, che si susseguono dalla riva fino ad almeno un centinaio di metri.